# Радхіка Мадан
Раддіка Мадан  (нар. 1 травня 1995 (29 років) , Пітам Пураd )— індійська кіноактриса, колишня інструкторка з танців Нью-Делі, Індія. Вона дебютувала на телебаченні 2014 року в романтичній драмі «Meri Aashiqui Tum Se Hi» та фільму 2018 року.

## Раннє життя та кар'єра
Приналежність до Делі, Мадан розпочала свою кар'єру, виступаючи в щоденному шоу Meri Aashiqui Tum Se Hi, яке виходило в ефір протягом півтора року на телеканалі Colors TV . Вона також брала участь у танцювальному реаліті-шоу Jhalak Dikhhla Jaa (8 сезон) .
Спробувавши себе на телебаченні, Мадан також знялась у фільмі «Англійська мова». Мадан знялась в її дебютній драматичній комедії Pataakha, поряд з Сашком Малхотра . Спираючись на новелу " До Бенень " Чаран Сінгх Патік, яка обернулася навколо двох сестер у Раджастані, які завжди конфліктують. Історія базувалася на дружинах братів Патиків. І Мадан, і Малхотра грали справжніх жінок за діалектом та нюансами характеру. Для підготовки і Малхотра, і Мадан залишилися в селі Ронсі поблизу Джайпура і засвоїли діалект Раджастхані ; вони також звикли до доїння буйволів, солом'яних дахів, <i id="mwNQ">обштукатурених</i> стін гноєм і прогулянки на великі відстані, в той час як балансували <i id="mwNQ">матки,</i> наповнені водою на голові, і одна навколо талії. Їм також довелося поставити 10-ти кілограмові ваги. Раджа Сен написав у своїй рецензії: «Радхіка Мадан сяє в цій босовій ролі, непохитна в діалекті та рішучості».
Потім Мадан з'явився у бойовій комедії Васана Бала Марда Ко Дарда Нахі Хота . Вона відбулася прем'єра в розділі «Опівночі божевілля» Міжнародного кінофестивалю в Торонто 2018 року, де вона отримала нагороду « Народний вибір»: «Опівночі божевілля» . Фільм також був показаний на кінофестивалі MAMI 2018. Мадан зазначила, що вона проходила прослуховування для Лайли Майну (2018), коли дізналася про Марда Ко Дарда Нахі Хота і обрала останній фільм через його «унікальність». Вона виконувала всі трюки сама і цілими днями переглядала кілька класичних бойовиків, щоб ознайомити себе з жанром. Вона також отримала травми під час фізичної підготовки. Прадіп Менон з Першого посту назвав її «захопленням як Супрі» і зазначив, що Мадан «вдається змусити це працювати чистою волею та талантом», незважаючи на те, що персонаж мав «непослідовне лікування». Далі він сказав, що вона «виблискує в послідовностях дій».

## Фільмографія

### Фільми
| Рік      | Фільм                  | Характер                 | Директор       | Примітки |
| -------- | ---------------------- | ------------------------ | -------------- | -------- |
| 2018 рік | Патааха                | Шампана Кумарі           | Вішал Бхардвай |          |
| 2019 рік | Мард Ко Дард Нахі Хота | Супрія «Супрі», Бхадорія | Васан Бала     |          |
| 2020 рік | Angrezi Середній       | Таріка «Тару» Бансал     | Хомі Ададжанія |          |
| 2020 рік | Шиддат                 | Імаят Хан                | Кунал Дешмух   | Зйомки   |

### Телебачення
| Рік      | Показати                    | Роль                                 |
| -------- | --------------------------- | ------------------------------------ |
| 2014–16  | Meri Aashiqui Tum Se Привіт | Ішаані Парих / Ішаані Ранвеер Вагела |
| 2015 рік | Jhalak Dikhhla Jaa 8        | Учасник конкурсу                     |

## Нагороди та номінації
| Рік      | Нагорода                                  | Категорія                   | Робота               | Результат | Посилання |
| -------- | ----------------------------------------- | --------------------------- | -------------------- | --------- | --------- |
| 2015 рік | Золоті нагороди Zee                       | Найкраща актриса дебюту     | Meri Aashiqui Tum Se | [ 16 ]    |           |
| 2015 рік | Нагороди Індійської телевізійної академії | Найкращий новачок (жінка)   | Meri Aashiqui Tum Se | [ 17 ]    |           |
| 2015 рік | Нагороди Індійської Теллі                 | Свіже нове обличчя (жіноче) | Meri Aashiqui Tum Se | [ 18 ]    |           |

| Рік      | Нагорода                  | Категорія                           | Фільм                  | Результат | Посилання |
| -------- | ------------------------- | ----------------------------------- | ---------------------- | --------- | --------- |
| 2018 рік | Нагороди зіркового екрана | Найперспективніший прибулий (жінка) | Патааха                | [ 19 ]    |           |
| 2019 рік | Нагороди Zee Cine         | номінація                           | Патааха                |           |           |
| 2019 рік | 64-я нагорода фільму      | Найкраща актриса (критики)          | Патааха                | [ 20 ]    |           |
| 2019 рік | 64-я нагорода фільму      | Найкращий жіночий дебют             | Патааха                | [ 20 ]    |           |
| 2020 рік | 65-я премія кінофільму    | Найкраща актриса (критики)          | Мард Ко Дард Нахі Хота | [ 21 ]    |           |